# Дом музыки (Порту)
Дом музыки (Casa da Música) — спроектированный Ремом Колхасом концертный зал в историческом центре Порту, в котором базируются три городских оркестра.
Строительство здания необычной формы потребовало реализации новых инженерных решений. Оно осуществлялось в 2001—2005 гг. в связи с исполнением Порту функций культурной столицы Европы.
Предложенный Колхасом проект получил широкое признание в архитектурном сообществе. Так, архитектурный критик The New York Times Николай Урусов назвал Дом музыки «самым привлекательным» проектом Колхаса, сравнив его с Берлинской филармонией и Музеем Гуггенхайма в Бильбао.
Дом музыки открылся 15 апреля 2005 г. в присутствии португальского президента концертом Лу Рида.